# Fuencaliente de Lucio
Fuencaliente es la denominación que corresponde tanto a una localidad como a una Entidad Local Menor, en Castilla la Vieja, hoy comunidad autónoma de Castilla y León, provincia de Burgos (España). Está situada en la comarca de Páramos y en la actualidad depende del Ayuntamiento de Valle de Valdelucio.
Su Alcalde pedáneo (2007-2011) es Fernando Del Olmo Gómez de la Agrupación de Electores del Valle de Valdelucio (AVV).

## Demografía
Evolución de la población
| Gráfica de evolución demográfica de Fuencaliente de Lucio entre 2000 y 2021 |
|                                                                             |
| Población de derecho (2000-2017) según el padrón municipal del INE          |

## Situación
En la carretera N-627, dista 4 km de la capital del municipio, Quintanas. Linda esta pedanía con la provincia de Palencia.
Wikimapia/Coordenadas: 42°44'23"N 4°8'55"W

## Valle del Valdelucio
TODO el Románico 
- Corralejo: Iglesia de San Román
- Fuencaliente de Lucio: Iglesia de San Juan Bautista Degollado
- Pedrosa de Valdelucio: Iglesia de Santa Eulalia
- Pedrosa de Valdelucio: Ermita de Nuestra Señora de la Vega
- Renedo de La Escalera: Iglesia de Nuestra Señora de la Asunción
- Solanas de Valdelucio: Iglesia de San Cristóbal
- Villaescobedo: Iglesia de Nuestra Señora de la Concepción

## Turismo rural
Zona montañosa, a orillas del río Lucio. Senderismo, rutas a caballo y pesca.

## Historia
Lugar que formaba parte de la Cuadrilla de Valdelucio en el Partido de Villadiego, uno de los catorce que formaban la Intendencia de Burgos, durante el periodo comprendido entre 1785 y 1833, en el Censo de Floridablanca de 1787, jurisdicción de señorío siendo su titular el Duque de Frías, alcalde pedáneo.

## Parroquia
Románica (enlace roto disponible en Internet Archive; véase el historial, la primera versión y la última).
- Párroco: Epifanio Puertas Mínguez